# Zyklon
Zyklon je bio norveški industrijalni black/death metal-sastav osnovan 1998. Osnovali su ga Samoth i Trym iz grupe Emperor s članovima sastava Myrkskog i Daemonom, pjevačem skupine Limbonic Art. Glazbeni se stil sastava opisuje kao moderni death metal sa suptilnim utjecajima black i industrijalnog metala. Nakon dvogodišnje pauze u radu službeno se razišao u siječnju 2010.
Sve je tekstove pjesama za sastav napisao bivši bubnjar Emperora Faust, koji je u to doba bio član skupine Scum i talijanskog industrijalnog black metal-sastava Aborym.
Iako je Samoth bio član Emperorova sporednog glazbenog projekta Zyklon-B, Zyklon i Zyklon-B nisu povezani; Zyklon B naziv je otrovnog plina kojim su se u doba holokausta koristili Nacisti; "Zyklon" je prema Samothu igra riječi vezana uz riječ "ciklona" jer se ta riječ na norveškom jeziku piše syklon.

## Povijest

### World ov Worms(1998. – 2002.)
Gitarist Thomas Thormodsæter Haugen (znan kao Zamoth ili Samoth) osnovao je Zyklon 1998. s Thorom Andersom "Destructhorom" Myhrenom (gitara), Vidarom "Daemonom" Jensenom (vokali) i Trymom Torsonom (bubnjevi). Ta postava, kojoj se naknadno pridružuje i basist Tony "Secthdamon" Ingebrigtsen, snimila je album World ov Worms koji je objavljen 2001. Nakon snimanja vokalnih dijelova za album Daemon je napustio sastav i novi vokalist postao je Secthdamon. Iste je godine Zyklon nastupio na festivalu Milwaukee Metalfest.

### Aeon(2003. – 2005.)
Godine 2003. objavio je split singl s grupom Red Harvest. Iste godine Zyklon je izdao i drugi studijski album pod imenom Aeon. Zatim je otišao na turneju u Japan gdje je održavao koncerte s black metal grupom Dark Funeral.

### Disintegrate(2006. – 2010.)
Godine 2006. Zyklon je objavio treći studijski album Disintegrate. Posljednji koncert sastava održao se 28. listopada 2007. u Tokiju, Japanu. Od listopada te godine grupa je privremeno prestala djelovati. Službeno je raspuštena 7. siječnja 2010.

## Članovi sastava
| Konačna postava - Tomas Thormodsæter "Zamoth" Haugen – gitara (1998. – 2010.) - Thor Anders "Destructhor" Myhren – gitara (1998. – 2010.) - Trym Torson – bubnjevi (1998. – 2010.) - Tony "Secthdamon" Ingebrigtsen – vokali, bas-gitara (2001. – 2010.) | Bivši članovi - Daemon – vokali (1998. – 2001.) Koncertni članovi - André "Cosmocrator" Søgnen – bas-gitara (2001.) |

## Diskografija
Studijski albumi
- World ov Worms (2001.)
- Aeon (2003.)
- Disintegrate (2006.)

Split albumi
- Zyklon / Red Harvest (2003.)

DVD-ovi
- Storm Detonation Live (2006.)